# 马克特贝罗尔茨海姆
马克特贝罗尔茨海姆是德国巴伐利亚州的一个市镇。总面积14.55平方公里，总人口1320人，其中男性653人，女性667人（2011年12月31日），人口密度91人/平方公里。